# RRNA (guanina-N2-)-metiltransferasi
La rRNA (guanina-N2-)-metiltransferasi è un enzima appartenente alla classe delle transferasi, che catalizza la seguente reazione:
S-adenosil-L-metionina + rRNA ⇄ S-adenosil-L-omocisteina + rRNA contenente N2-metilguanina